# International America’s Cup Class

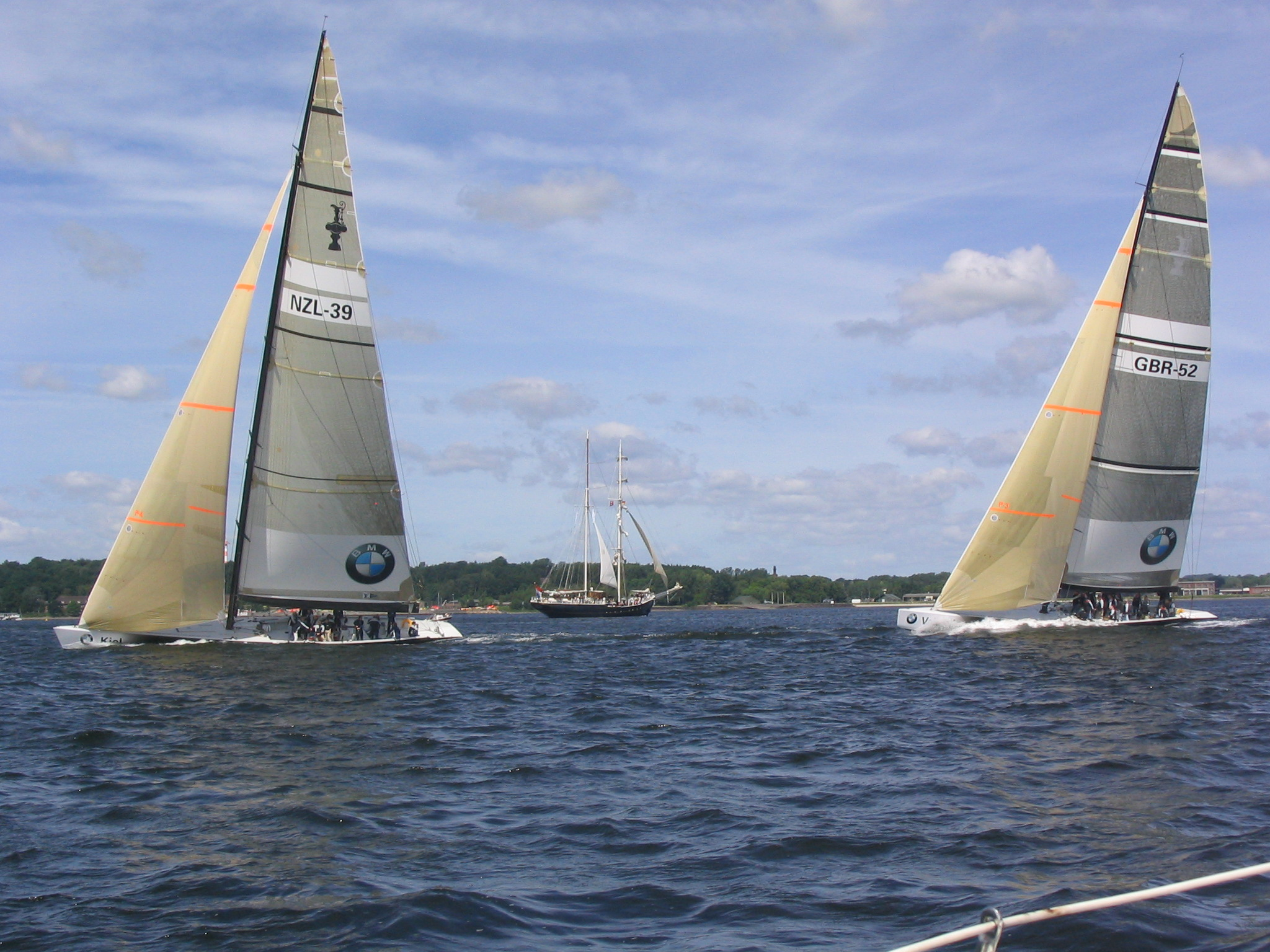
NZL-39 „Kiel” i GBR-52 „Valencia” – jachty klasy IACC podczas Kieler Woche 2005 w Zatoce Kilońskiej

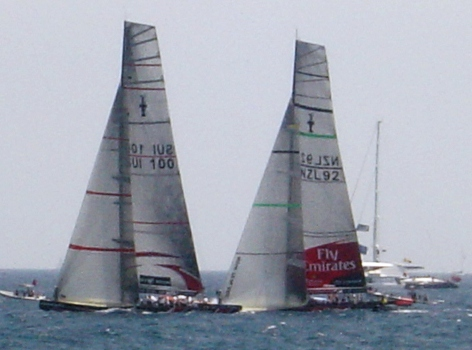
„Alinghi” (SUI-100) i „New Zealand” (NZL-92) podczas regat o Puchar Ameryki w 2007 tuż przed startem do pierwszego biegu. Uwagę zwraca odmienny niż w poprzednich edycjach kształt grota. Kształt grota w NZL-39 i GBR-52 został spowodowany przycięciem liku wolnego przez nowego właściciela jednostek. Chciano uzyskać mniejszą powierzchnię (to samo dotyczyło żagli przednich), którą łatwiej było operować załogom czarterowym.

International America’s Cup Class (IACC) – międzynarodowa klasa jachtów stworzona specjalnie na potrzeby regat o Puchar Ameryki po aferze, jaką wywołała w 1988 rywalizacja pomiędzy katamaranem „Stars & Stripes” a jednokadłubowym „New Zealand” o długości linii wodnej 90 stóp (27,4 m). W przygotowaniu do tych regat obie drużyny wykorzystały luki w akcie Deed of Gift. Aby zapobiec powtórzeniu podobnej sytuacji stworzono specjalną klasę, której warunki muszą spełniać wszystkie jachty uczestniczące w tych zawodach.
Jacht IACC musi spełnić następujące warunki:
- szerokość jednostki nie może przekroczyć 5,5 m
- zanurzenie musi być mniejsze niż 4 m
- maszt nie może przekroczyć 32,4 m wysokości
- regulacjom podlegają również pewne detale, takie jak maksymalna wysokość bomu i inne
- pozostałe parametry są dowolne, pod warunkiem że spełniona jest następująca nierówność:

{\displaystyle {\frac {L+1{,}25{\sqrt {S}}-9{,}8{\sqrt[{3}]{W}}}{0{,}679}}\leqslant 24,}
gdzie:
{\displaystyle L} – długość linii wodnej,
{\displaystyle S} – powierzchnia ożaglowania,
{\displaystyle W} – wyporność.
Pomimo tej dowolności większość jachtów jest do siebie bardzo podobna, a największe różnice dotyczą powierzchni ożaglowania i wyporności. Załogę jachtu klasy IACC de facto stanowi szesnaście osób. Na jachcie znajduje się również miejsce dla obserwatora (tzw. 17th Man), który nie może podczas zawodów brać udziału w prowadzeniu jachtu. Zazwyczaj jest to miejsce zarezerwowane dla armatora.
Średnie wymiary jachtów IACC
- długość całkowita: 25 m
- masa: 24 tony
- wysokość masztu: 35 m
- waga balastu: 19 ton
- powierzchnia żagla
  - w kursie na wiatr: 325 m²
  - w kursie z wiatrem: 750 m²
- załoga: 17 osób.

Jedynym polskim jachtem tej klasy jest „MK Café-Posti” (POL-5), ex „Decca-1” (ESP-5) zakupiony od hiszpańskiego syndykatu biorącego udział w Louis Vuitton Cup w 1992. Miał on stanowić bazę dla stworzenia polskiego syndykatu Polska 1, który miał rzucić wyzwanie w zmaganiach o Puchar Ameryki, jednak ze względu na problemy finansowe przedsięwzięcie upadło.
Klasę tę niekiedy określa się również krótszą nazwą – America’s Cup Class (ACC). Symbolem klasy jest czarna sylwetka Pucharu Ameryki na grocie.
Na jednostkach klasy IACC w latach 1992–2007 rozegrano pięć edycji Regat o Puchar Ameryki.
Ostatnimi regatami w których mogliśmy oglądać jachty tej klasy były zawody Louis Vuitton Trophy w Dubaju w listopadzie 2010 roku.